# François (Deux-Sèvres)
François é uma comuna francesa na região administrativa da Nova Aquitânia, no departamento de Deux-Sèvres. Estende-se por uma área de 9,39 km². Em 2010 a comuna tinha 974 habitantes (densidade: 103,7 hab./km²).